# Слостовиці
Слостовиці (пол. Słostowice) — село в Польщі, у гміні Ґомуниці Радомщанського повіту Лодзинського воєводства.
Населення — 581 особа (2011).
У 1975-1998 роках село належало до Пйотрковського воєводства.

## Демографія
Демографічна структура станом на 31 березня 2011 року:
|          | Загалом | Допрацездатний вік | Працездатний вік | Постпрацездатний вік |
| -------- | ------- | ------------------ | ---------------- | -------------------- |
| Чоловіки | 281     | 57                 | 188              | 36                   |
| Жінки    | 300     | 55                 | 171              | 74                   |
| Разом    | 581     | 112                | 359              | 110                  |